# 오야촌 (야마가타현)
오야촌(大谷村)은 야마가타현 니시무라야마군에 설치되었던 촌이다. 현재의 아사히정에 해당한다.